# متنزه إيتوشا الوطني

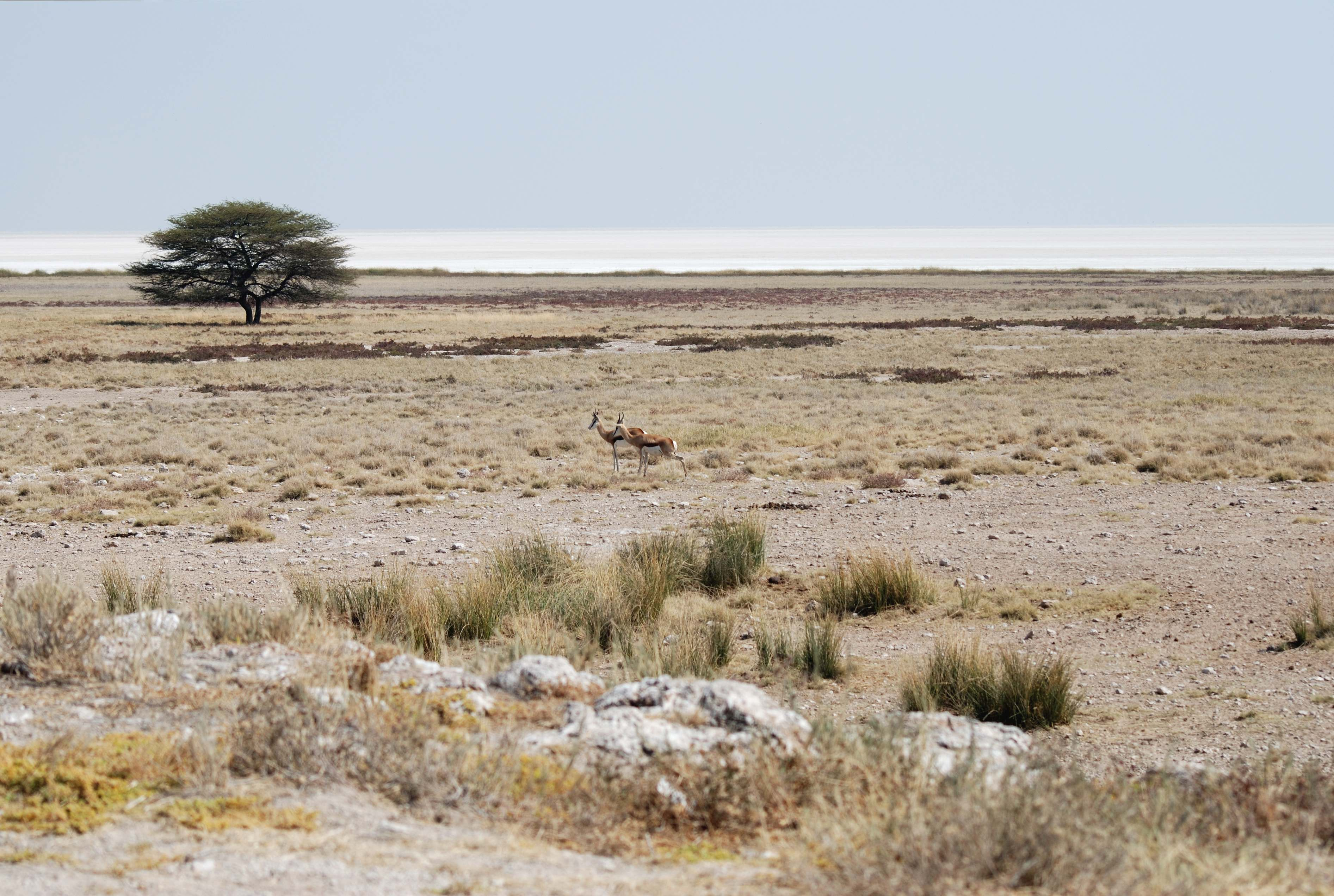

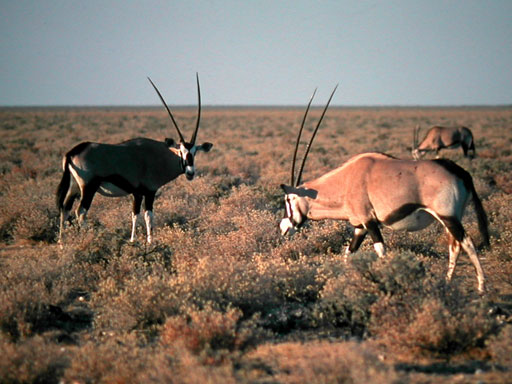
مهاة جنوب إفريقية

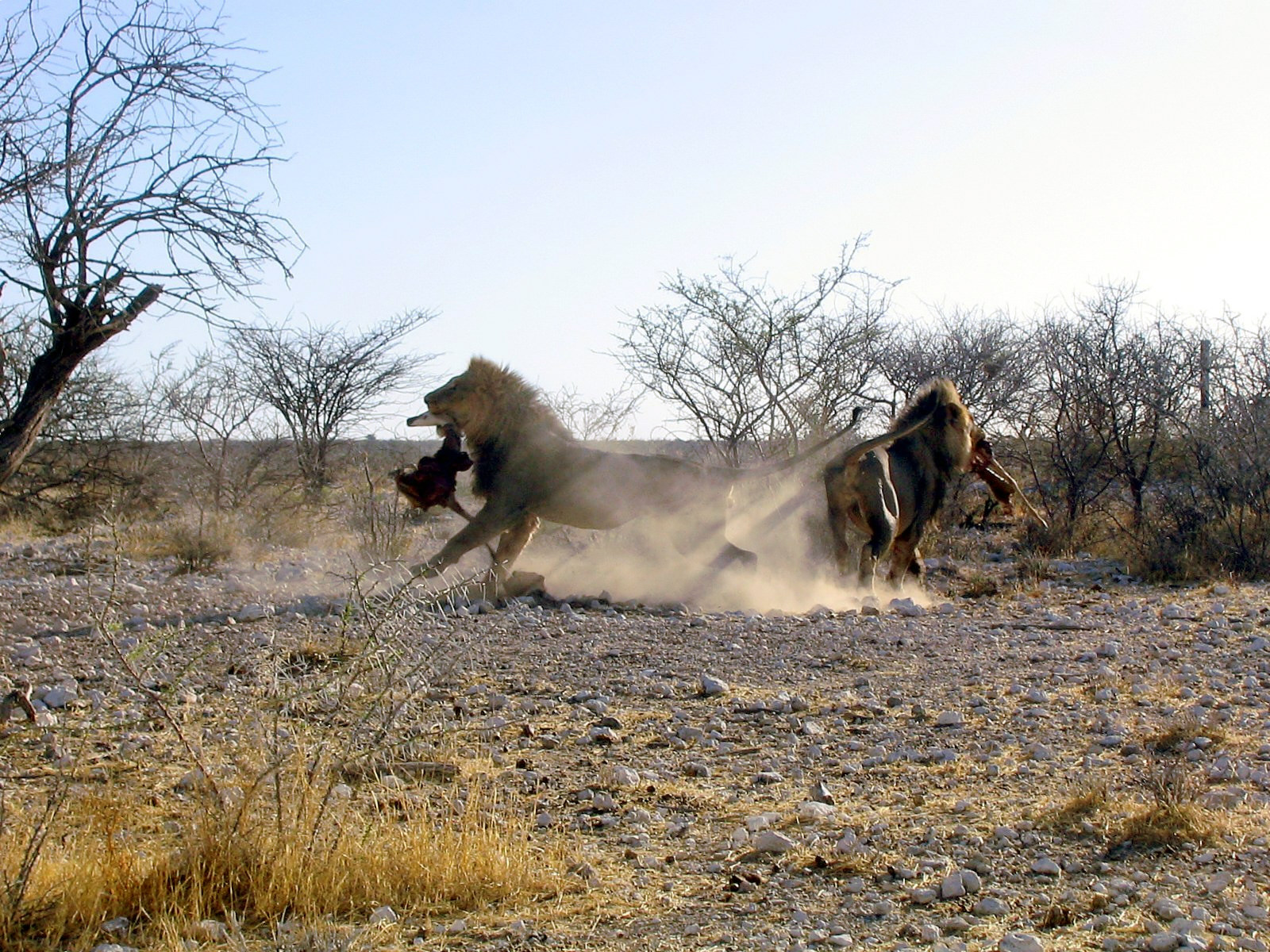
أسود تتنازع على الأكل

متنزه إيتوشا الوطني (بالإنجليزية: Etosha National Park)‏ هي محمية طبيعية توجد في ناميبيا، على بعد 400 كم من ويندهوك، بمساحة تقدر ب275 22 كم² (عند إنشائها في 22 مارس 1907، كانت ناميبيا مستعمرة ألمانية، وكانت 000 90 كم²). يسمح للعامة بالنفوذ لثلث المحمية فقط، وأيضا إلى بحيرة الملح الجاف، هذه البحيرة وجدت منذ عدة ملايين السنين عبر تركز مياه الأمطار فيها وجذبت منذ ذلك الوقت ألاف الطيور منها النحام الكبير (البشروش).

باللهجة «ناما» كلمة ""إيتوشا"" تعني الفراغ الكبير  الذي يشير إلى المنطقة الفارغة التي تغطي حوالي 5000 كم².

## المخزون الحيواني
حماية هذا المنتزه ووجود عدة قنوات ماء، ساهموا في هجرة عدة أنواع من الحيوانات (أكثر من 114 نوع الثدييات، وأكثر من 100 نوع من الزواحف، وأكثر من 340 نوع من الطيور). ويمكن أن نجد العديد من الحيوانات كالفيل، وحمار الزرد، والنو، والأسد، والظبي القافز، والمها، والمها جنوب أفريقية، والزرافة، وظبي الكودو، والإمبالة، والكركدن...

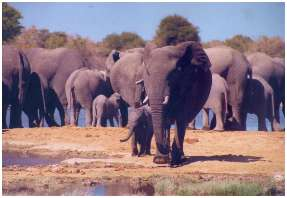
فيل
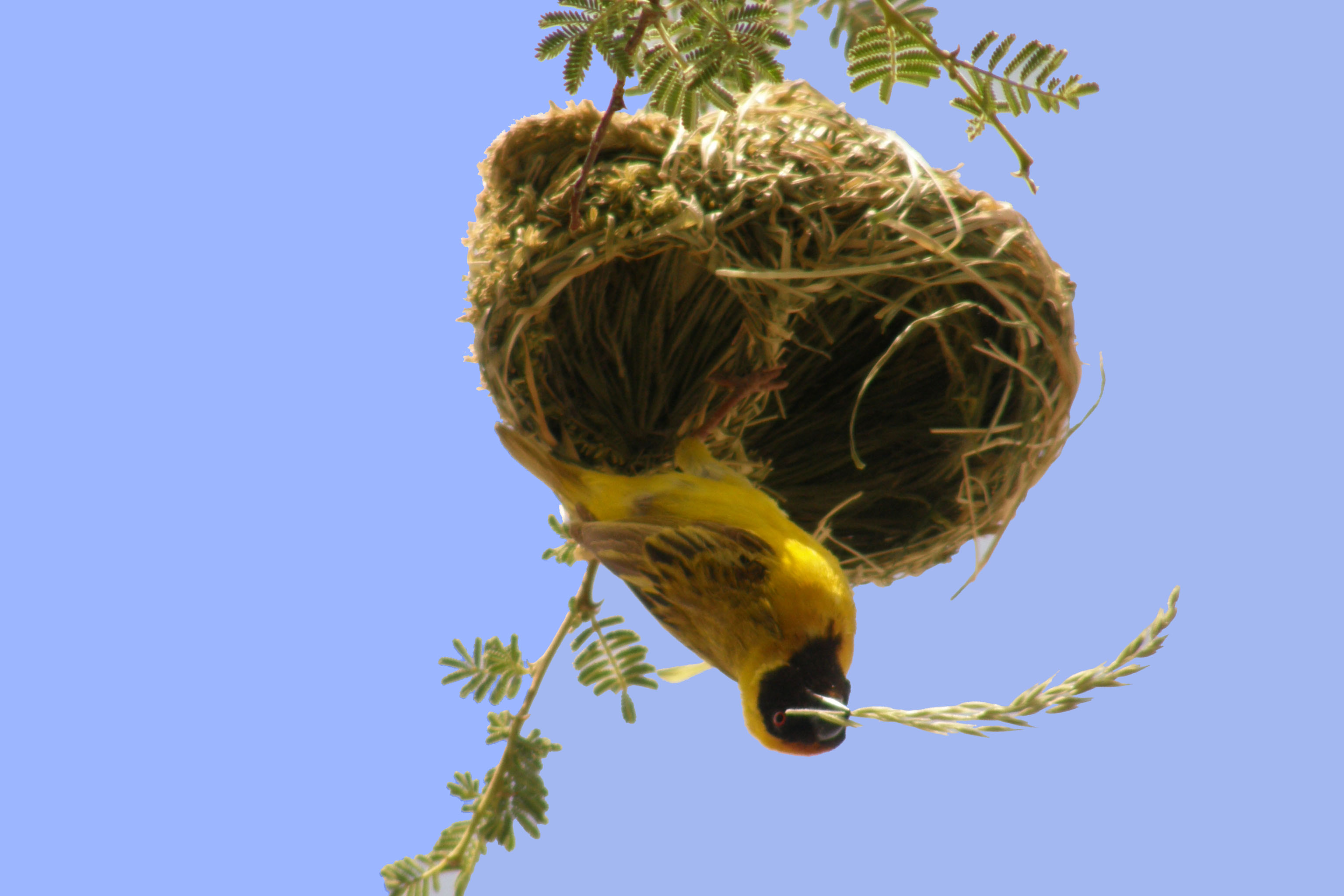
نوع من طائر الحباك
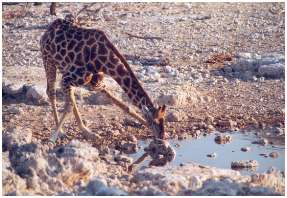
زرافة
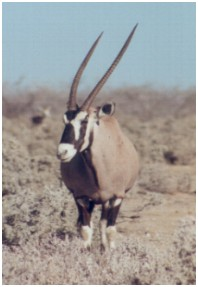
مها ومها جنوب أفريقية
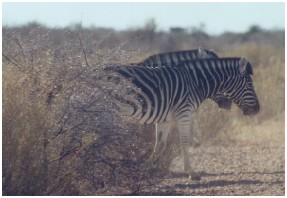
حمار الزرد
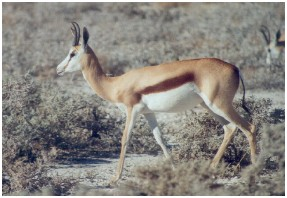
ظبي قافز
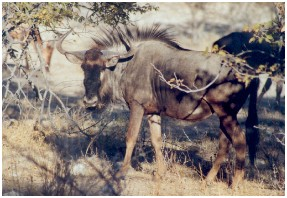
النو
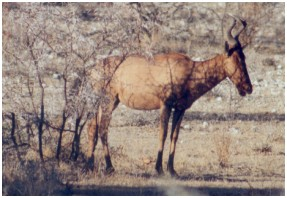
ثيتل

## أماكن أخرى مهمة
- صور ظلية شبحية من جذوع الشجر المتشابكة في الصحراء.
- مخيم أو قلعة ناموتوني، واحد من ثلاث بقايا (قلاع) موجودة في المنتزه. وكانت قلاع عسكرية ألمانية في فترة الإستعمار بنيت سنة 1907.

## اقرأ أيضا
- هلالي (ناميبيا)
- تويفلفونتين

## رواط خارجية
- معلومات عامة (فرنسية)
- الموقع الرسمي للمنتزه (إنجليزية)